# منظمة التحرير الفلسطينية
منظمة التحرير الفلسطينية  أو اختصاراً: م.ت.ف (تلفظ ميم تا فا)، منظمة سياسية شبه عسكرية، معترف بها في الأمم المتحدة والجامعة العربية كممثل شرعي وحيد للشعب الفلسطيني داخل وخارج فلسطين. أُسِّست عام 1964 بعد انعقاد المؤتمر العربي الفلسطيني الأول في القدس نتيجة لقرار مؤتمر القمة العربي 1964 (القاهرة) لتمثيل الفلسطينيين في المحافل الدولية. تضم حركة فتح والجبهة الشعبية لتحرير فلسطين بالإضافة إلى العدد الأكبر من الفصائل والأحزاب الفلسطينية تحت لوائها، باستثناءات واضحة مثل حركة حماس وحركة الجهاد الإسلامي والجبهة الشعبية لتحرير فلسطين – القيادة العامة التي علقت عضويتها. يعتبر رئيس اللجنة التنفيذية فيها، رئيساً لفلسطين والشعب الفلسطيني في الأراضي التي تسيطر عليها السلطة الفلسطينية في الضفة الغربية وقطاع غزة بالإضافة إلى فلسطينيي الشتات.
كان الهدف الرئيسي من إنشاء المنظمة، هو تحرير فلسطين عبر الكفاح المسلح. إلا أن المنظمة تبنت فيما بعد فكرة إنشاء دولة ديمقراطية مؤقتاً في جزء من فلسطين حيث كان ذلك في عام 1974 في البرنامج المرحلي للمجلس الوطني الفلسطيني، والذي عارضته بعض الفصائل الفلسطينية وقتها، حيث شكلت ما يعرف بجبهة الرفض.
في عام 1988 تبنت منظمة التحرير رسمياً خيار الدولتين في فلسطين التاريخية، والعيش جنبًا لجنب مع إسرائيل في سلام شامل يضمن عودة اللاجئين واستقلال الفلسطينيين على الأراضي المحتلة عام 1967 وبتحديد القدس الشرقية عاصمة لهم.
في عام 1993 قام رئيس اللجنة التنفيذية بمنظمة التحرير آنذاك ياسر عرفات بالاعتراف رسمياً بإسرائيل، في رسالة رسمية إلى رئيس الوزراء الإسرائيلي آنذاك إسحق رابين، في المقابل اعترفت إسرائيل بمنظمة التحرير كممثل شرعي وحيد للشعب الفلسطيني. نتج عن ذلك تأسيس سلطة حكم ذاتي فلسطينية في الضفة الغربية وقطاع غزة، والتي تُعتبر من نتائج اتفاق أوسلو بين المنظمة وإسرائيل.

## تأسيسها
| ” | يعتبر أحمد الشقيري المؤسس الأول لمنظمة التحرير الفلسطينية عام 1964 . | “ |
|   |                                                                      |   |

كان للفلسطينيين ممثلون في جامعة الدول العربية منذ تأسيسها عام 1945 بالرغم من وقوعها تحت الانتداب البريطاني، وكان مندوبي فلسطين في تلك الحقبة هم موسى العلمي وعبد الكريم العلمي وأحمد حلمي عبد الباقي وأحمد الشقيري على التوالي.
في مؤتمر القمة العربي الأول عام 1964 الذي دعا إليه الرئيس المصري جمال عبد الناصر أُنشئت منظمة التحرير الفلسطينية لتعبر عن ارادة شعب فلسطين، ولتكون هناك هيئة تطالب بحقوقه وتقرير مصيره، وكلّف المؤتمر ممثل فلسطين احمد الشقيري بالاتصال بالفلسطينيين وكتابة تقرير عن ذلك يقدم لمؤتمر القمة العربي التالي، فقام أحمد الشقيري بجولة زار خلالها الدول العربية واتصل بالفلسطينيين فيها، وأثناء جولته تم وضع مشروعي الميثاق القومي والنظام الأساسي لمنظمة التحرير الفلسطينية، وتقرر عقد مؤتمر فلسطيني، وقام الشقيري باختيار اللجان التحضيرية للمؤتمر التي وضعت بدورها قوائم بأسماء المرشحين لعضوية المؤتمر الفلسطيني الأول الذي أُقيم في القدس بين 28 آذار و2 حزيران من عام 1964 وافتتحه الملك حسين بن طلال، وعرف المؤتمر باسم المجلس الوطني الفلسطيني الأول لمنظمة التحرير الفلسطينية.
حضر المؤتمر 242 ممثلاً فلسطينياً اختارتهم حكومات عربية هي الأردن وسوريا ولبنان ومصر والكويت وقطر والعراق. كما انتخب هذا المؤتمر أحمد الشقيري رئيساً له، وانتخب كل من حكمت المصري من نابلس وحيدر عبد الشافي من غزة ونقولا الدّر من لبنان كنواب للرئيس، وأعلن عن قيام منظمة التحرير الفلسطينية، وصادق على الميثاق القومي والنظام الأساسي للمنظمة، وانتخب الشقيري رئيساً للجنة التنفيذية للمنظمة، وكلف المؤتمر الشقيري باختيار أعضاء اللجنة الدائمة الخمسة عشر، واختيرت القدس كمقر لقيادة منظمة التحرير الفلسطينية، كما قرر المؤتمر إعداد الشعب الفلسطيني عسكرياً وإنشاء الصندوق القومي الفلسطيني يرأسه ابن مؤسس البنك العربي وهو عبد المجيد شومان بجمع الأموال من الحكومات العربية ومن اللاجئين الذين طلب من كل منهم الإسهام بربع دينار كل سنة (حوالي دولار واحد). عند تأسيس منظمة التحرير الفلسطينية تم افتتاح سبعة مكاتب لها فعُيّن سعيد السبع في الجزائر وشفيق الحوت في لبنان وجمال الصوراني في مصر ومصطفى سحتوت في سوريا
خرج المؤتمر بالنص التالي:
إيماناً بحق الشعب العربي الفلسطيني في وطنه المقدس فلسطين، وتأكيداً لحتمية معركة تحرير الجزء المغتصب منه وعزمه وإصراره على إبراز كيانه الثوري الفعّال وتعبئة طاقاته وإمكانياته وقواه المادية والعسكرية والروحية، وتحقيقاً لأمنية أصيلة من أماني الأمة العربية ممثلة في قرارات جامعة الدول العربية ومؤتمر القمة العربي الأول.
نعلن بعد الاتكال على الله باسم المؤتمر العربي الفلسطيني الأول المنعقد بمدينة القدس في 28 أيار 1964.
1. قيام منظمة التحرير الفلسطينية قيادة معبئة لقوى الشعب العربي الفلسطيني لخوض معركة التحرير، ودرعاً لحقوق شعب فلسطين وأمانية، وطريقاً للنصر.
2. المصادقة على الميثاق القومي لمنظمة التحرير الفلسطينية وعدد بنوده 29 بنداً.
3. المصادقة على النظام الأساسي وعدد بنوده 31 بنداً واللائحة الداخلية للمجلس الوطني والصندوق القومي الفلسطيني.
4. انتخاب السيد أحمد الشقيري رئيساً للجنة التنفيذية وتكليفه باختيار أعضاء اللجنة التنفيذية وعددهم 15 عضواً.
5. يصبح المؤتمر بكامل أعضائه، ال397 عضواً، «الأول لمنظمة التحرير الفلسطينية».

## محطات تاريخية

### النكسة
كان لتداعيات حرب 1967 أو النكسة وقع كبير على منظمة التحرير الفلسطينية، والتي كانت لا تزال فتية آنذاك، ونتج عنها تأسيس فصائل جديدة منشقة ذات فكر أقرب إلى الماركسية منها إلى القومية العربية، نتيجة لتدهور المشروع القومي العربي في فترة ما بعد النكسة، وبدأ انتشار الفدائيين الفلسطينيين يتركز في دول الطوق وخاصة الأردن ولبنان وسوريا. بدأ العمل المقاوم يظهر من خارج فلسطين، بعد سقوط الضفة الغربية وقطاع غزة بيد إسرائيل وإكمال احتلالها لأرض فلسطين، إلا أن وجود نسبة كبيرة من الفلسطينيين في الأردن منذ النكبة عام 1948 وقربه جغرافيا لفلسطين، حيث يتشارك بأطول حدود برية معها، أدى إلى تمركز رئيسي لمنظمة التحرير في الأردن والذي استمر حتى عام 1971.

### الميثاق الوطني الفلسطيني

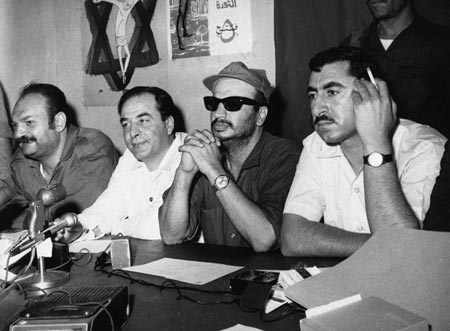
مؤتمر صحفي لنايف حواتمة وياسر عرفات وكمال ناصر في عمّان في مطلع عام 1970

جاء الميثاق الوطني الفلسطيني في 10 تموز 1968 ليؤكد القرارات والمبادئ والأهداف العربية الفلسطينية وبدءاً من المؤتمر الفلسطيني الأول المنعقد في القدس عام 1919 ثم ما تلاه 1922، 1936، 1946. وفي 28 مايو 1964 أصدر المجلس الوطني الفلسطيني (وكان اسمه المؤتمر العربي الفلسطيني) في دورته الأولى التي عقدت في القدس، الميثاق القومي الفلسطيني المبني على قرارات المؤتمرات السابقة، وأعلن قيام منظمة التحرير الفلسطينية. في الدورة الرابعة للمجلس الوطني الفلسطيني المنعقد في القاهرة في 10 تموز 1968 أقرت تسميته الميثاق الوطني الفلسطيني، وقد حصل على إجماع الفلسطينيين كافة ودون أية معارضة. هكذا صار الميثاق هو البرنامج الإستراتيجي الشرعي الوحيد لنضال الشعب الفلسطيني لتحرير فلسطين كل فلسطين. هذا يعني أن أي تعديل أو إلغاء لأية مادة يحتاج إلى إجماع الشعب الفلسطيني وهو وحده صاحب الحق في ذلك. لا يحق ذلك لأي كان، ومهما كانت صفته، دون الرجوع إلى الإجماع الفلسطيني.
يشار بالذكر إلى أن منظمة التحرير قد قامت بتغيير الميثاق، وشطب 12 بند من أصل 30 وتغيير جزئي في 16 بند، بعد اتفاق أوسلو عام 1993 في تصويت المجلس الوطني الفلسطيني بأغلبية ثلثي المقاعد في الجلسة التي حضرها الرئيس الأمريكي آنذاك بيل كلينتون في غزة في 14 ديسمبر 1998.

### المنظمة في الأردن
تميزت العلاقة بين المنظمة والعديد من الدول العربية بفترات من الشد والجذب بحسب انسجام المواقف السياسية لهذه الدول أو اختلافها مع توجهات المنظمة. كانت المملكة الأردنية الهاشمية مثالاً بارزاً على ذلك، فأغلب سنوات حكم الملك حسين شهدت العلاقة بينهما تأزماً وصل في بعض الفترات إلى حد الانفجار كما حدث في عام 1970 - 1971 وهي الأحداث التي اشتهرت باسم أيلول الأسود.

#### معركة الكرامة

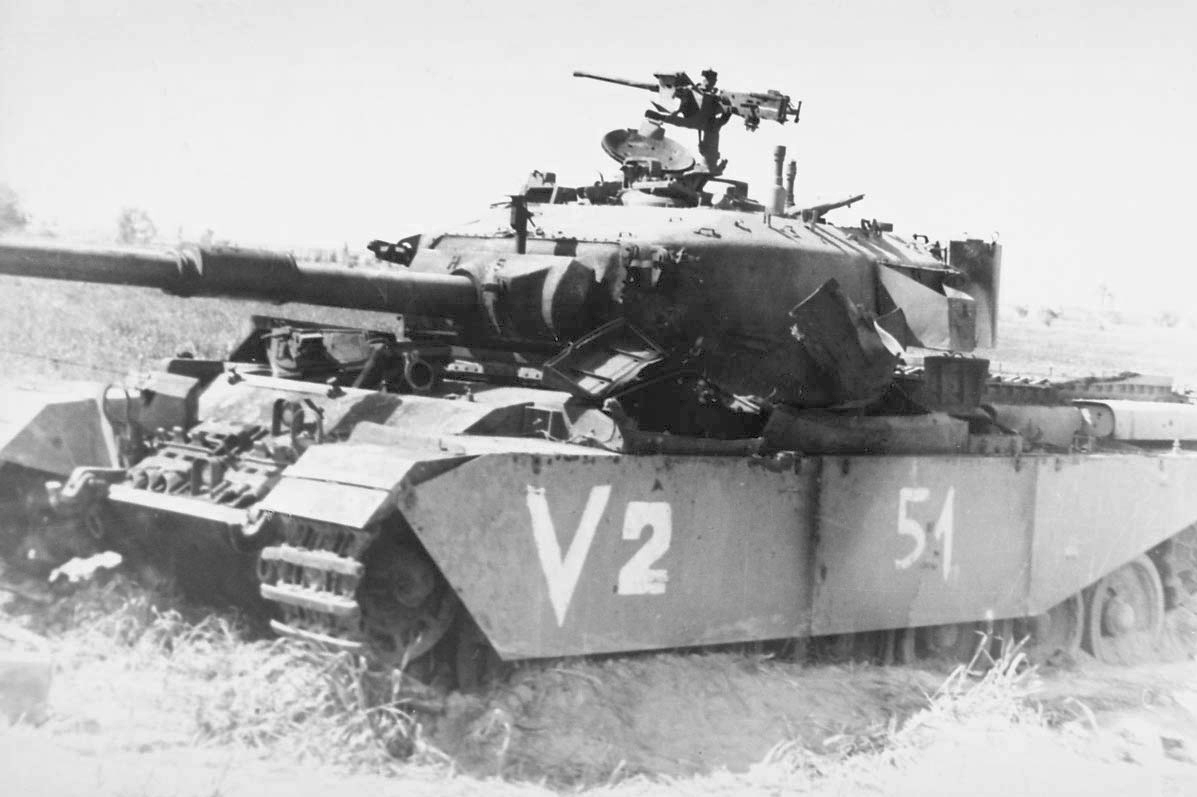
خسائر الجيش الإسرائيلي بعد معركة الكرامة

معركة وقعت في 21 آذار 1968 الجيش الأردني من جهة وقوات الجيش الإسرائيلي من جهة أخرى، حين حاولت القوات الإسرائيلية القضاء على الوجود الفدائي في قرية الكرامة التي كانت أحد معاقل الفدائيين على الحدود. وقد عبرت النهر فعلا من عدة محاور مع عمليات تجسير وتحت غطاء جوي كثيف. فتصدت لها قوات الجيش الأردني وفصائل منظمة التحرير الفلسطينية المتواجدة هناك على طول جبهة القتال بقوة. في قرية الكرامة حيث التحموا مع الجيش الإسرائيلي في قتال شرس. استمرت المعركة أكثر من 16 ساعة، مما اضطر الإسرائيليون على الانسحاب الكامل من أرض المعركة تاركين وراءهم ولأول مرة خسائرهم وقتلاهم دون أن يتمكنوا من سحبها معهم. وتمكنت القوات الأردنية في هذه المعركة من تحقيق النصر والحيلولة من تحقيق إسرائيل لأهدافها.

#### أحداث أيلول الأسود
أيلول الأسود هو الاسم الذي يشار به إلى شهر أيلول من عام 1970، والذي يعرف أيضًا «بفترة الأحداث المؤسفة». في هذا الشهر تحرك الجيش الأردني بناء على تعليمات الملك حسين لوضع نهاية لوجود المنظمات الفلسطينية المتواجدة في المدن الأردنية والتي أرادت إحداث تغيير في الأردن. لم تكن العلاقات بين الملك حسين وجمال عبد الناصر جيدة الأمر الذي اعطى منظمة التحرير قوة دافعة داخل الأردن ورده ان الأنظمة العربية المجاورة للأردن سوف تتدخل إلى صالح المنظمات الفلسطينية إذا ما نشب الصراع مع الجيش الأردني إلا أن ذلك لم يحدث، اضطرت بعدها القيادة الفلسطينية ان تنسحب من عمّان إلى الريف الأردني في الشمال، وبالأخص أحراش جرش بعد انعقاد مؤتمر القاهرة بين الملك حسين وياسر عرفات برعاية جمال عبد الناصر قبيل وفاته بأيام فقط، إلا أنه تجدد الصدام بين منظمة التحرير والحكومة الأردنية في تموز 1971، مما أدى إلى استشهاد أبو علي إياد وخروج قوات الثورة الفلسطينية من الأردن نهائيا ومعها جميع الفدائيين وأسلحتهم إلى لبنان.

### برنامج النقاط العشر
في الدورة الثانية عشرة للمجلس الوطني الفلسطيني المنعقد في القاهرة، تم إقرار برنامج النقاط العشر الذي صاغته قيادة الجبهة الديمقراطية لتحرير فلسطين اثر مراجعة نقدية شاملة بعد أحداث أيلول الأسود، طارحة إنشاء سلطة وطنية على أي بقعة محررة من فلسطين، ورفضته عدّة فصائل فلسطينية وشكلت ما عرف باسم جبهة الرفض.

### المنظمة في لبنان

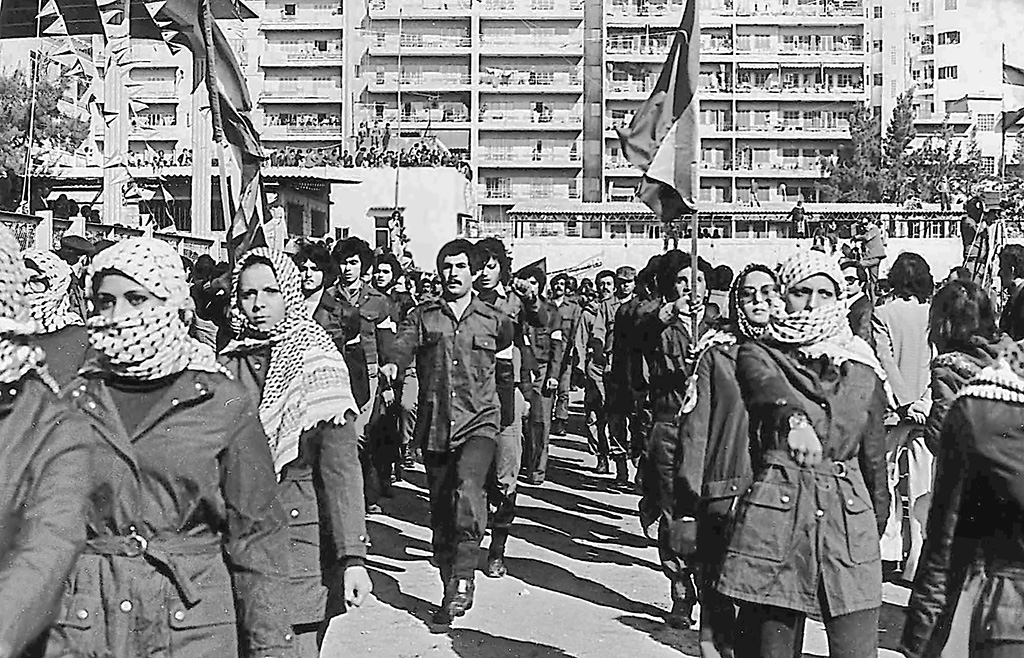
الفدائيين الفلسطينيين في لبنان

ما إن استقرت منظمة التحرير الفلسطينية في لبنان حتى اشتعلت الحرب الأهلية عام 1975 وتورطت فيها فصائل المقاومة الفلسطينية.

#### الحرب الأهلية اللبنانية
حرب أهلية نشبت بين أطراف لبنانية مختلفة بعد نزوح الفدائيين الفلسطينيين إلى لبنان من الأردن عام 1971، اضطلع الطرف الفلسطيني فيها بدور محوري، نتيجة رفض الموارنة الوجود الفلسطيني في لبنان، الذي أرسى أسسه اتفاق القاهرة عام 1969. في حين ورط الفلسطينيين تحالفهم مع اليسار اللبناني، في الحرب الأهلية اللبنانية، التي عدها البعض حربا بين اللبنانيين والفلسطينيين.
حيث هاجمت ميليشيات حزب الكتائب اللبناني اليميني الفلسطينيين في حافلة شرق بيروت في يوم 13 أبريل 1975. كانت تلك الشرارة لبدء القتال في كل أنحاء البلاد، حيث تحالفت الحركة الوطنية اللبنانية مع منظمة التحرير الفلسطينية وسيطرا على ما يقرب من 70% من لبنان في أبريل 1976.
في يونيو من نفس العام، القوات السورية تدخل لبنان وسرعان ما تصبح الأقوى في البلاد، وتسيطر على كثير من المواقع الإستراتيجية المهمة، لكن في 14 مارس 1978 قامت القوات الإسرائيلية بغزو جنوب لبنان، بهدف خلق منطقة عازلة بعرض 10 كيلومترا في عمق الأراضي اللبنانية. إسرائيل وجدت أن احتلال الأراضي كان سهلا وسرعان ما سيطرت على 10% من جنوب البلاد.
انتهت الحرب الأهلية اللبنانية عمليا في عام 1989 بعد اتفاق الطائف. إلا أن منظمة التحرير كانت قد خرجت من الصراع منذ خروجها من لبنان في عام 1982 إلى تونس ودول عربية أخرى أثر الاجتياح الإسرائيلي للبنان، باستثناء حرب المخيمات التي نشبت ما بين 1985 و1988 والتي كان لبقايا مقاتلي منظمة التحرير الفلسطينية في مخيمات لبنان، دور فيها.
قدم رونالد ريغان ضمان شخصيا للمقاتيلن الفلسطينين بالحفاظ على أمن عائلاتهم إذا ما غادروا إلى تونس واضطرت إسرائيل إلى الموافقة على خروج المقاتلين تحت حماية دولية مكونة من 800 جندي مارينز أمريكي، و 800 جندي فرنسي و 400 إيطالي. غادر 14,614 مقاتل فلسطيني بيروت إلى سوريا وعدة دول عربية تحت القصف الإسرائيلي، بالرغم من الحماية الدولية، بينما غادرت القيادة الفلسطينية إلى تونس.

#### جيش التحرير الفلسطيني
جيش التحرير الفلسطيني، هو جيش يمثل الذراع العسكري لمنظمة التحرير الفلسطينية، حتى ان كانت قواته عمليا تأتمر من طرف الحكومات المضيفة لها. أسس الجيش الزعيم العراقي عبد الكريم قاسم بتاريخ 27 مارس 1961م وقد تولى الجيش العراقي تدريبه وتسليحه. وتم رسمياً الاحتفال بتشكيل قوات جيش التحرير الفلسطيني في الفاتح من سبتمبر 1964 بقوام ثلاثة ألوية عسكرية ـ مشاة - صاعقة في كل من: مصر وقطاع غزة (قوات عين جالوت)، وفي سوريا (قوات حطين)، وفي العراق وبقي المقر العام للجيش في القاهرة إلى العام 1971. وفي الواقع العملي الراهن فان جيش التحرير الفلسطيني يتواجد فوق الأراضي السورية بقوام ثلاثة ألوية مشاة/صاعقة (قوات حطين، قوات القادسية، قوات أجنادين)، وكتائب إسناد من مدفعية ودبابات ومهام خاصة، إضافة إلى كتيبة مصعب بن عمير التي تم فرزها إلى المخيمات الفلسطينية في لبنان أوائل السبعينيات من القرن الماضي أي أن تعداد هذه القوات على الأراضي السورية لعام 2009 حوالي 45,000 مقاتل، جدير بالذكر أن هذه القوات تدين بالولاء إلى حزب البعث - تنظيم فلسطين وهو الجناح السياسي ل منظمة الصاعقة الفلسطينية. ويخضع اللاجئون الفلسطينيون في سوريا وحدهم من بين كل الفلسطينيين في الشتات للتجنيد العام في صفوف جيش التحرير الفلسطيني. بينما تواجد فوق الأراضي الأردنية تشكيل رمزي للجيش ومن المتطوعين فقط بعد العام 1971 تحت اسم كتيبة زيد بن حارثة التي تحول اسمها عام 1980 إلى قوات بدر.
وعملياً لعب جيش التحرير دوراً عسكرياً رائداً في مسار المقاومة ومنظمة التحرير الفلسطينية في الأردن ولبنان وفي حصار بيروت، خصوصاً في مناطق التماس مع القوى التي كانت في حالة تحالف مع قوات الغزو الإسرائيلي، فضلاً عن مشاركته الفاعلة في حربي 1967 و1973 على جبهتي الجولان وسيناء، حيث خاض معارك عنيفة مع الجيش الإسرائيلي وساهم بعمليات الإنزال الجوي بالحوامات على جبهة هضبة الجولان في موقع تل الفرس. وفي سياق الحديث عن قوات جيش التحرير الفلسطيني في سوريا، لابد من الإشارة إلى أن الفترات الأطول من الخدمة الميدانية لهذه القوات تمت في الأردن ولبنان إلى العام 2000. وتعرض الجيش إلى انشقاقين الأول في بيروت عام 1976 عندما كان تحت قيادة اللواء مصباح البديري، والثاني في طرابلس عام 1983، وانتهى الانشقاقان بالعفو العام وعودة الجميع من الذين غادروا صفوفه من متطوعين ومجندين. من أبرز رموزه في قطاع غزة الفريق عبد الرزاق المجايدة والشهيد اللواء أحمد مفرج أبو حميد واللواء صائب العاجز وكان المجايدة قد قلد مناصب رفيعة في المؤسسة العسكرية التابعة لفتح أو السلطة بعد إنشائها

### قمة الرباط
تعتبر القمة العربية التي عقدت في الرباط عام 1974 منعطفًا تاريخيًا مهمًا لمنظمة التحرير وللقضية الفلسطينية عمومًا، فقد صدر قرار من القمة باعتبار «منظمة التحرير الفلسطينية الممثل الشرعي الوحيد للشعب الفلسطيني»، وذلك خلفًا للهيئة العربية العليا لفلسطين. ما أهلّ المنظمة لأخذ مقعد «مراقب» في الأمم المتحدة والتحدث باسم الشعب الفلسطيني في المحافل الدولية.

### المنظمة في تونس

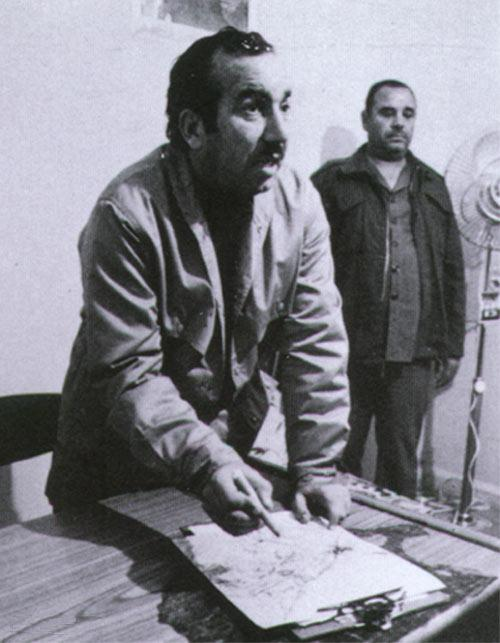
عضو المجلس المركزي الفلسطيني السابق خليل الوزير (أبو جهاد)، اغتالته فرقة كوموندوز تابعة للموساد بتونس في أبريل 1988

في 10 آب 1982 شهدت تونس حدثاً مهماً إذ استقبلت زعيم منظمة التحرير الفلسطينية ياسر عرفات وجميع عناصره الذين كانوا في بيروت إثر الحصار الإسرائيلي المفروض عليها وذلك بعد الدور الدبلوماسي الذي لعبته تونس عربياً (بعد انتقال مقر الجامعة العربية من القاهرة إلى تونس عقب اتفاقية كامب ديفيد) ودولياً.
خلال الأعوام 1985 و1988 و1991 قامت إسرائيل وعملائها بشن غارات على مكاتب لمنظمة التحرير الفلسطينية في تونس، اغتالت فيها اثنين من أكبر قيادات المنظمة وهم خليل الوزير (أبو جهاد) وصلاح خلف (أبو إياد).
اتخذت منظمة التحرير الفلسطينية من تونس مقراً لها طوال نحو عشر سنوات، قبل أن يمهد اتفاق للسلام أبرم عام 1993 الطريق أمام عودتها إلى الضفة الغربية وقطاع غزة.

### انتفاضة الحجارة
ساهمت حركة حماس ومنظمة التحرير الفلسطينية مع غيرها من فصائل المقاومة الأخرى في انتفاضة 1987 التي أعادت القضية الفلسطينية إلى الأجندة العالمية من جديد بعد سنوات من الإهمال السياسي. كان من أهم نتائج هذه الانتفاضة إضافة إلى الخسائر المادية التي ألحقتها بإسرائيل أن أزالت الخوف من صدور الشباب الفلسطيني وأعادت خيار المقاومة المسلحة إلى صدارة الحلول المطروحة لحل المشكلة الفلسطينية.

### إعلان الاستقلال بالجزائر
قام المجلس الوطني الفلسطيني في 15 نوفمبر 1988 بإعلان استقلال دولة فلسطين على جزء من أرض فلسطين التاريخية، تم ذلك خلال انعقاد الدورة التاسعة عشرة (دورة الانتفاضة) المنعقدة في الجزائر.
ويطلق إعلاميا على إعلان الاستقلال بوثيقة إعلان الاستقلال. مع نهاية الإعلان عزفت موسيقات الجيش الجزائري النشيد الوطني الفلسطيني. بعدها قامت 105 دول بالاعتراف بهذا الاستقلال، وقامت منظمة التحرير بنشر 70 سفيراً فلسطينياً في عدد من الدول المعترفة بالاستقلال.
يذكر أن الشاعر محمود درويش هو من كتب وثيقة الاستقلال، وبأن الرئيس الفلسطيني الراحل ياسر عرفات هو من قرأه.

### حرب الخليج
كان موقف القيادة في منظمة التحرير منقسما على نفسه في حربا الخليج الأولى والثانية، ففي حرب الخليج الأولى (1980-1988) آثرت بعض القيادات الفلسطينية في بادئ الأمر، التقرب إلى إيران بسبب شعارات الثورة الإسلامية التي نادت بتحرير القدس ومعاداة الإمبريالية والصهيونية، فيما احتفظت بعض الفصائل الفلسطينية الأخرى بعلاقات جيدة مع العراق خاصة تلك القومية منها.
أما في حرب الخليج الثانية عام 1991، والتي نشبت على أثر غزو العراق للكويت عام 1990، فكان موقف منظمة التحرير بالإجماع ضد الحرب على العراق، بالرغم من وجود اختلافات بين قيادات المنظمة في تأييد ورفض نتائج الغزو العراقي للكويت، فكانت منظمة التحرير من المصوتين بعدم المشاركة في أي حرب ضد العراق في مؤتمر القمة العربي الطارئ الذي عقد بالقاهرة في عام 1990 إلى جانب الأردن واليمن والسودان وليبيا، واعتبرت الحرب عدوانا على الأمة العربية.

### المنظمة وعملية السلام

#### مؤتمر مدريد
| ” | يعود الفضل إلى احمد الشقيري وسعيد السبع وشفيق الحوت بفرض اللاءات الثلاثة (لا صلح لا اعتراف لا تفاوض ) على القادة العرب في مؤتمر الخرطوم عام 1967 التى اصبحت شعار لمرحلة طويلة من الصراع بين الفلسطينيين والاسرائيليين حتى وقع ياسر عرفات اتفاقية اوسلو 1993. | “ |
|   | |   |

هو مؤتمر سلام عقد في مدريد في إسبانيا في نوفمبر 1991، تم التحضير له بعيد حرب الخليج الثانية، وشمل مفاوضات سلام ثنائية بين إسرائيل وكل من سوريا، لبنان، الأردن ومنظمة التحرير الفلسطينية. وكانت محادثات ثنائية تجري بين أطراف النزاع العربية وإسرائيل وأخرى متعددة الأطراف تبحث المواضيع التي يتطلب حلها تعاون كل الأطراف. اعترفت منظمة التحرير الفلسطينية بقرار 242 الصادر عن مجلس الأمن والذي يحمل في طياته اعترافا ضمنيا بدولة إسرائيل بعد أن ظلت لسنوات تعارضه وتعتبره تفريطا في الحقوق التاريخية للشعب الفلسطيني.
ترأس وفد منظمة التحرير الفلسطينية حيدر عبد الشافي، لكن لم يكن تمثيل الفلسطينيين وقتها بشكل مستقل، حيث كان الوفد الفلسطيني ضمن الوفد الأردني المشارك، حيث كانت إسرائيل تشترط ذلك لحضور المؤتمر.

#### اتفاق أوسلو

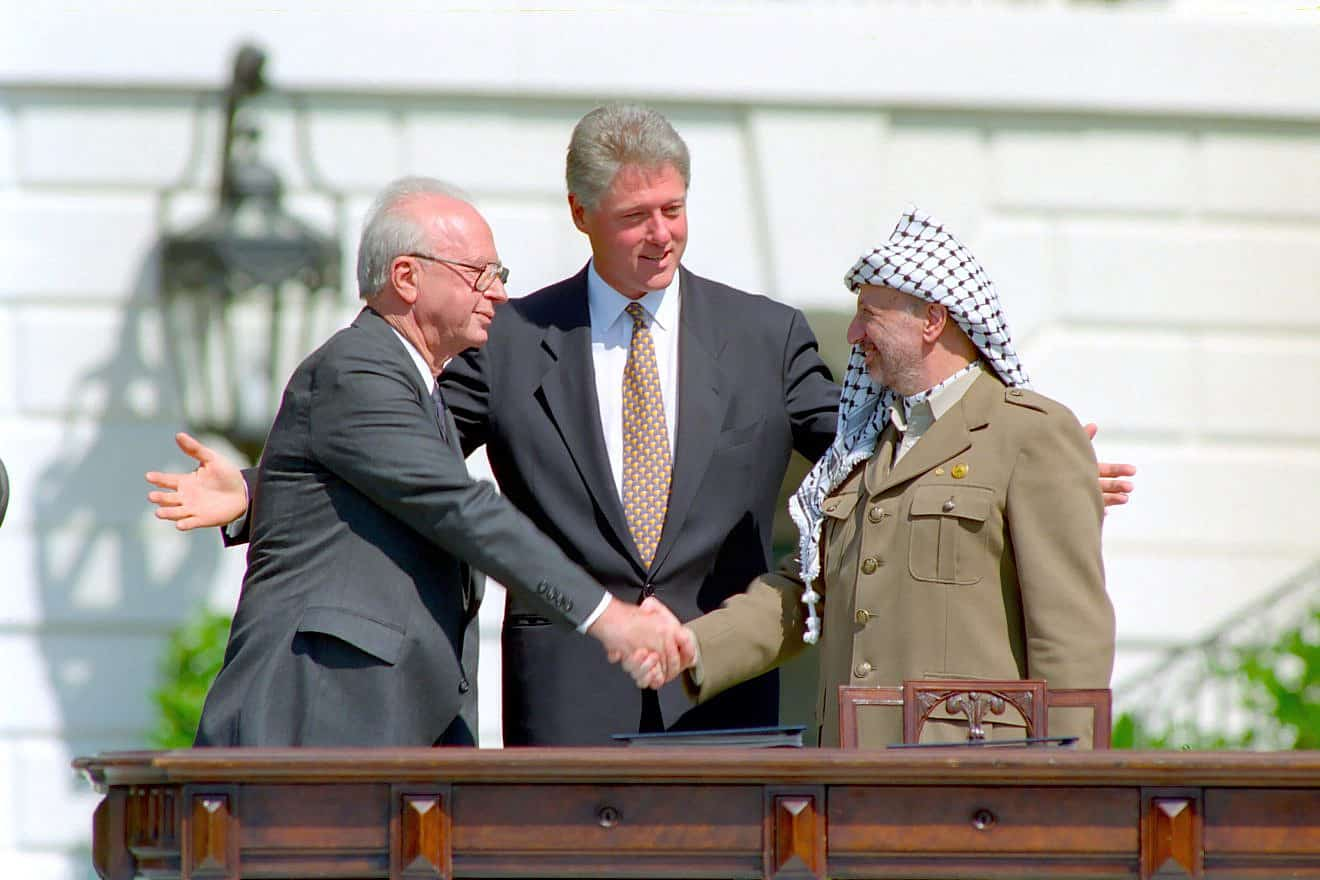
بيل كلينتون بين عرفات ورابين خلال التوقيع على الاتفاقية

اتفاقية أو معاهدة أوسلو هو اتفاق سلام وقعته إسرائيل ومنظمة التحرير الفلسطينية في مدينة واشنطن، الولايات الأمريكية المتحدة، في 13 سبتمبر ايلول 1993، وسمي الاتفاق نسبة إلى مدينة أوسلو النرويجية التي تمت فيها المحادثات السرّية التي افرزت هذا الاتفاق. وجاء الاتفاق بعد مفاوضات بدأت في العام 1991 في ما عرف بمؤتمر مدريد.
وتنص الاتفاقية على إقامة سلطة حكومة ذاتية انتقالية فلسطينية (أصبحت تعرف فيما بعد بالسلطة الوطنية الفلسطينية)، ومجلس تشريعي منتخب للشعب الفلسطيني، في الضفة الغربية وقطاع غزة، لفترة انتقالية لا تتجاوز الخمس سنوات، مقابل اعتراف منظمة التحرير بإسرائيل. ومن المفترض، وفقا للاتفاقية، أن تشهد السنوات الانتقالية الخمس، مفاوضات بين الجانبين، بهدف التوصل لتسوية دائمة على أساس قراري مجلس الأمن 242 و338. ونصت الاتفاقية أيضا، على أن هذه المفاوضات سوف تغطي القضايا المتبقية، بما فيها القدس، اللاجئون، المستوطنات، الترتيبات الأمنية، الحدود، العلاقات والتعاون مع جيران آخرين. إلا أن المتابعين لهذه الاتفاقية يرون انها قد تسببت في تقويض الموقف الفلسطيني، حيث عارضها الكثير من قيادة منظمة التحرير، لاسيما ان كثير من بنودها لم تطبق على الأرض.

#### تأسيس السلطة الفلسطينية

شعار السلطة الفلسطينية

هي حكم ذاتي فلسطيني كان نتاج اتفاق أوسلو بين منظمة التحرير الفلسطينية وإسرائيل، وأنشأت بقرار من المجلس المركزي الفلسطيني في دورته المنعقدة في 10 أكتوبر 1993 في تونس، ويعول عليها أن تكون نواة الدولة الفلسطينية المقبلة على جزء من أرض فلسطين التاريخية وهي الضفة الغربية وقطاع غزة وعاصمتها القدس، والتي طالما حلم بها الشعب الفلسطيني.

#### تغيير الميثاق
في عام 1996 انتخب ياسر عرفات رئيسا لمناطق الحكم الذاتي. وفي العام نفسه غيرت منظمة التحرير الفلسطينية بصورة رسمية الجمل والعبارات الموجودة في ميثاقها الداعية إلى القضاء على دولة إسرائيل وتعهد عرفات بمحاربة الإرهاب. حيث تم رسميا في 14 ديسمبر 1998، شطب 12 بند من أصل 30 وتغيير جزئي في 16 بند، في تصويت المجلس الوطني الفلسطيني بأغلبية ثلثي المقاعد في الجلسة التي حضرها الرئيس الأمريكي آنذاك بيل كلينتون في غزة

#### خارطة الطريق

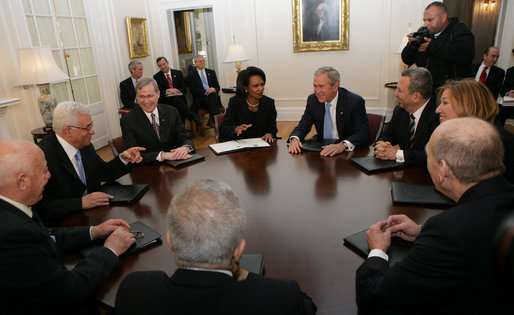
لقاء ثلاثي أمريكي، فلسطيني، إسرائيلي بماريلاند في 2007

هو الاسم الذي تعرف به خطة السلام الأخيرة في الشرق الأوسط، أعدت الخطة بواسطة ما يعرف باللجنة الرباعية الدولية، التي تضم الأمم المتحدة والولايات المتحدة والاتحاد الأوروبي وروسيا استنادا على «رؤية الرئيس الأمريكي بوش» التي أوضحها في كلمة ألقاها في 24 يونيو 2002.
تدعو «خارطة الطريق» إلى البدء محادثات للتوصل لتسوية سلمية نهائية -على ثلاث مراحل- من خلال إقامة دولة فلسطينية بحلول عام 2005. تضع خريطة الطريق تصورا لإقامة دولة فلسطينية ذات حدود مؤقتة بنهاية العام 2004، وبعد الالتزام باتفاق لوقف إطلاق النيران، سيتعين على الفلسطينيين العمل من أجل قمع «المتشددين». أما إسرائيل سيتعين عليها الانسحاب من المدن الفلسطينية وتجميد بناء المستوطنات في الأراضي المحتلة.

### انتفاضة الأقصى
اندلعت انتفاضة الأقصى في سبتمبر 2000 عقب الزيارة الاستفزازية التي قام بها ارييل شارون المتورط في مجازر عدة بحق الشعب الفلسطيني من أشهرها مجزرة صبرا وشاتيلا 1982. وشاركت مختلف فصائل المقاومة الفلسطينية في هذه الانتفاضة وكبدت إسرائيل خسائر بشرية ومادية موجعة. واتهمت الحكومة الإسرائيلية أحد فصائل المنظمة (حركة فتح) وكتائب شهداء الأقصى التابعة لها بالإرهاب كما وصفتها الإدارة الأميركية بالشيء نفسه ووضعتها على قائمة المنظمات الإرهابية المطلوب محاربتها وتفكيكها، الأمر الذي وضع المنظمة نفسها بين مطرقة الضربات الإسرائيلية وسندان الضغوط الأميركية.

### ما بعد انتفاضة الأقصى وحتى اليوم
في 24 أبريل 2025 قرر المجلس المركزي الفلسطيني في منظمة التحرير الفلسطينية الموافقة على استحداث منصب نائب رئيس اللجنة التنفيذية لمنظمة التحرير الفلسطينية رئيس دولة فلسطين، لأول مرة منذ تأسيس منظمة التحرير عام 1964، على أن يكون نائب الرئيس من بين أعضاء اللجنة التنفيذية وبترشيحٍ من رئيس اللجنة ومصادقة أعضائها.

## دوائر المنظمة
1. دائرة شؤون المفاوضات.[26]
2. الدائرة السياسية.
3. دائرة العلاقات العربية
4. دائرة شؤون المغتربين
5. الدائرة العسكرية
6. دائرة الشؤون الاجتماعية
7. دائرة التنظيم الشعبي
8. دائرة الشباب والرياضة
9. دائرة شؤون اللاجئين
10. دائرة التربية والتعليم العالي
11. دائرة العلاقات الدولية
12. دائرة الثقافة والإعلام
13. دائرة شؤون القدس

## فصائل المنظمة

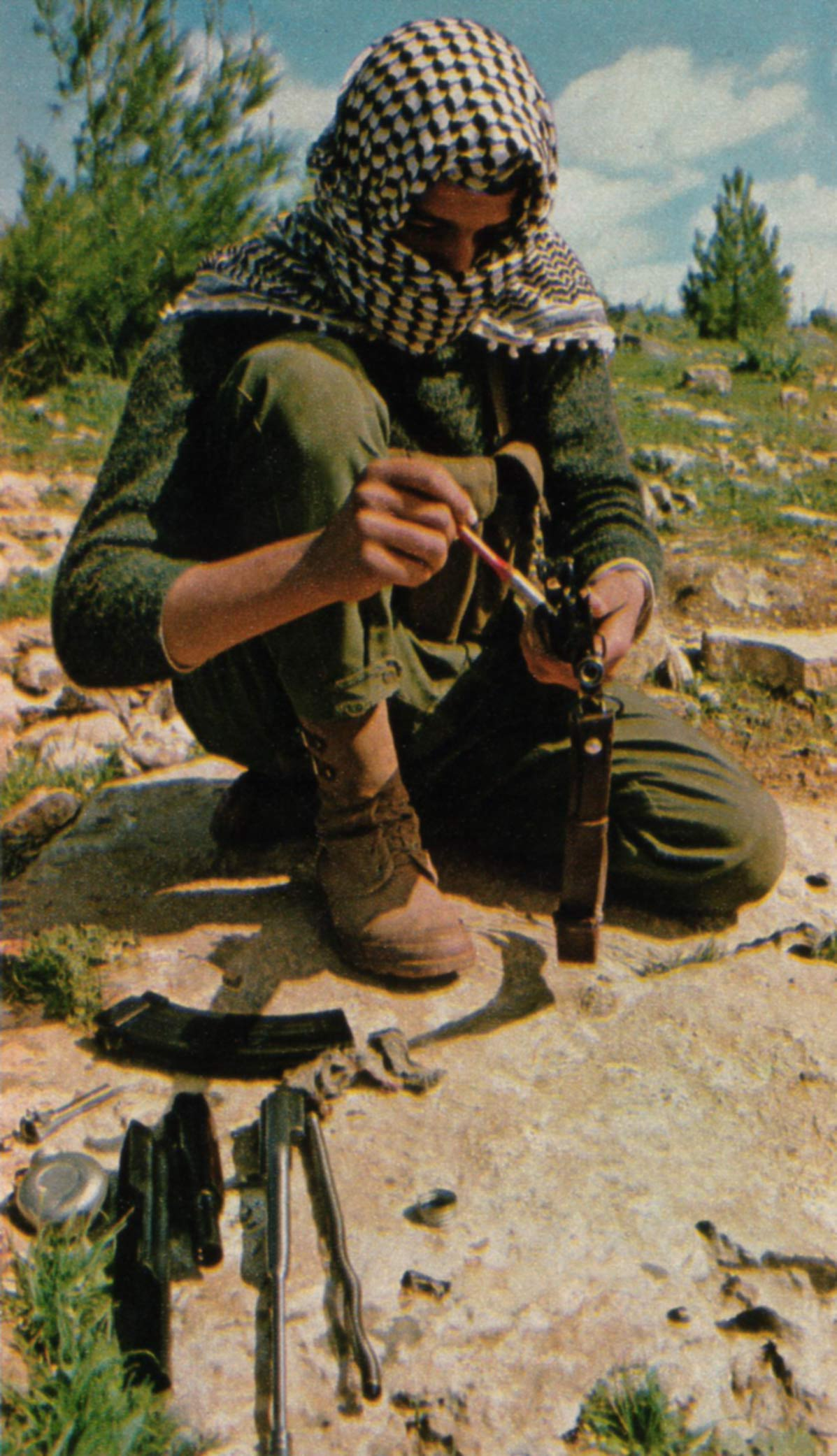
فدائي من الجبهة الشعبية لتحرير فلسطين في الأردن عام 1969

في تصنيف الفصائل الفلسطينية المنضوية تحت لواء المنظمة، هناك ماهو رئيسي وهناك فصائل صغيرة لايتعدى وجودها سوى بعض المظاهرات أو الفعاليات الوطنية والرسمية داخل الأرض المحتلة.
- حركة التحرير الوطني الفلسطيني - فتح
- حركة المبادرة الوطنية الفلسطينية.
- الجبهة الديمقراطية لتحرير فلسطين.
- الجبهة الشعبية لتحرير فلسطين
- حزب الشعب الفلسطيني - الحزب الشيوعي الفلسطيني سابقا.
- جبهة النضال الشعبي.
- جبهة التحرير الفلسطينية.
- الجبهة العربية الفلسطينية.
- منظمة الصاعقة
- جبهة التحرير العربية.
- حزب الاتحاد الديمقراطي الفلسطيني - فدا.
- حركة المجلس الوطني الفلسطيني للاجئين في السعودية.

## فصائل خارج المنظمة
تجدر الإشارة ان حركة المقاومة الإسلامية (حماس) وحركة الجهاد الإسلامي ليستا من فصائل منظمة التحرير الفلسطينية وان الجبهة الشعبية لتحرير فلسطين - القيادة العامة علقت عضويتها.

### موقف حركة حماس من المنظمة
تنادي حركة المقاومة الإسلامية "حماس" بضرورة إصلاح وتطوير منظمة التحرير، حيث أكد رئيس المكتب السياسي لحماس خالد مشعل في كلمة له في مؤتمر الأمن القومي الفلسطيني، الذي عُقد في مدينة غزة في 2 نوفمبر 2016،«بضرورة وجود مرجعية مشتركة موحدة للداخل والخارج الفلسطيني، تحت مظلة منظمة التحرير الفلسطينية (بعد تطويرها وإصلاحها)، مبيناً أنّ "حماس" تريد العمل مع شركاء أقوياء موحّدين، للمضي بالعمل من أجل مصلحة فلسطين كلها». يقول مشعل (إن أحداً لا يحق له، ولا يستطيع، أن يهيمن على المنظمة...نحن شركاء في المسؤولية والوطن، ورسم المستقبل، وعلينا أنّ نقود شعبنا إلى أفق حقيقي).

## وصلات خارجية
- الموقع الرسمي/دائرة شؤون المفاوضات في منظمة التحرير
- منظمة التحرير الفلسطينية من صفحة مركز المعلومات الوطني الفلسطيني
- محطات مهمة في تاريخ منظمة التحرير الفلسطينية
- عاصفة الموقع الرسمي لكتائب شهداء الأقصى - فلسطين